# Hoạt động quân sự quốc tế của Cuba

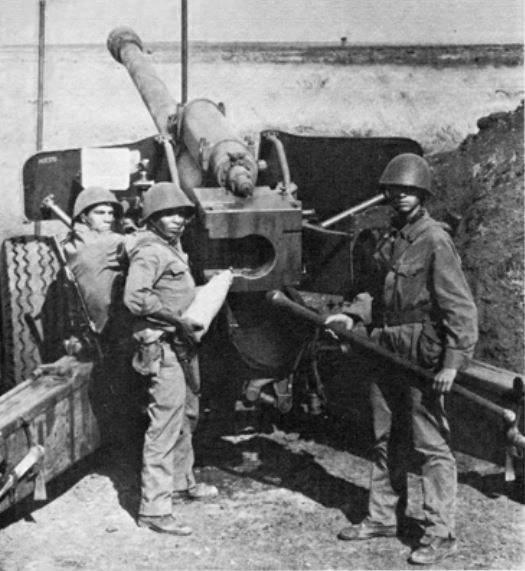
Lính pháo binh Cuba ở Ethiopia trong Chiến tranh Ogaden năm 1977.

Chính sách đối ngoại của Cuba trong Chiến tranh Lạnh nhấn mạnh việc cung cấp hỗ trợ quân sự trực tiếp cho các chính phủ thân thiện và phong trào kháng chiến trên toàn thế giới. Chính sách này được biện minh trực tiếp bằng khái niệm Marxist về chủ nghĩa quốc tế của giai cấp vô sản và được nhà lãnh đạo Cuba Fidel Castro nêu rõ lần đầu tiên tại Tổ chức Đoàn kết với Nhân dân châu Á, châu Phi và châu Mỹ Latinh vào năm 1966. Tuy vậy, giống như một chính sách không chính thức, vốn được áp dụng ngay từ năm 1959, ngay sau Cách mạng Cuba. Nó tạo cơ sở cho một số sáng kiến quân sự của Cuba ở châu Phi và châu Mỹ Latinh, thường được thực hiện với sự kết hợp trực tiếp với Liên Xô và các quốc gia thành viên Khối Warszawa nhằm cung cấp sự hỗ trợ tư vấn hoặc hậu cần. Các hoạt động này thường được Bộ Tổng Tham mưu Cuba lên kế hoạch thông qua một trụ sở đóng ở nước ngoài được gọi là phái bộ quốc tế.
Hoạt động quân sự quốc tế đã hình thành nên điểm mấu chốt trong chính sách đối ngoại và quân sự của Cuba trong gần ba thập kỷ và chỉ phụ thuộc vào nhu cầu quốc phòng trong nước. Sự ủng hộ của nước này đối với các phong trào kháng chiến ở Trung Mỹ đã góp phần khiến Cuba bị cô lập về mặt ngoại giao trong khu vực và là công cụ khiến nước này bị đình chỉ khỏi Tổ chức các Quốc gia châu Mỹ. Hoạt động của những thành phần theo chủ nghĩa quốc tế trải dài từ mức độ hoạt động bí mật và gián điệp khác nhau cho đến sự cam kết công khai đưa quân tham chiến trên quy mô lớn. Sự hiện diện quân sự của Cuba ở châu Phi đặc biệt nổi bật, với riêng Angola đã có tới 50.000 quân được Cuba triển khai.
Quân đội Cuba ở Châu Phi chủ yếu là người da đen và mulatto. Castro biện minh cho việc sử dụng lực lượng vũ trang trên lục địa châu Phi là kết quả của khoản nợ mà Cuba nợ châu Phi do nước này từng tham gia vào việc buôn bán nô lệ Đại Tây Dương và những đóng góp mà người Cuba da đen yêu nước đã mang lại cho Chiến tranh giành độc lập Cuba. Những phái đoàn theo chủ nghĩa quốc tế được chính phủ Cuba coi là một phương tiện chống lại ảnh hưởng toàn cầu của Hoa Kỳ thông qua sự ủy nhiệm, và những nước kình địch của Cuba trong những nỗ lực này thường bị chỉ trích là những con tốt của Mỹ. Tương tự như vậy, chính phủ Mỹ và các đồng minh coi Lực lượng Vũ trang Cách mạng Cuba (FAR) là đội quân ủy quyền của Liên Xô và việc sử dụng sứ mệnh quốc tế như một phương tiện nhằm gián tiếp tăng cường ảnh hưởng quân sự của Liên Xô trên toàn thế giới. Ngoài ra còn có những lý do thực tế hơn để triển khai quân đội Cuba ra nước ngoài, chẳng hạn như mang lại kinh nghiệm chiến đấu cho lực lượng vũ trang tương đối thiếu kinh nghiệm trên nhiều chiến trường.
Vào giữa thập niên 1980, một phần tư tổng nhân lực quân sự của Cuba được dành cho những sứ mệnh quốc tế, giao chiến với các chính phủ hoặc phe phái xã hội chủ nghĩa trong các cuộc xung đột dân sự khác nhau. Ít nhất 200.000 công dân Cuba đã phục vụ FAR ở nước ngoài với nhiều chức vụ khác biệt. Hoạt động quân sự quốc tế kết thúc với sự tan rã của Liên Xô vào năm 1991, điều này làm hạn chế viện trợ tài chính và hậu cần rất cần thiết của Liên Xô nhằm duy trì các cuộc viễn chinh ra nước ngoài của Cuba. FAR chấm dứt tất cả các cam kết quan trọng ở nước ngoài kể từ tháng 9 năm 1989 cho đến tháng 5 năm 1991.

## Danh sách hoạt động quân sự quốc tế

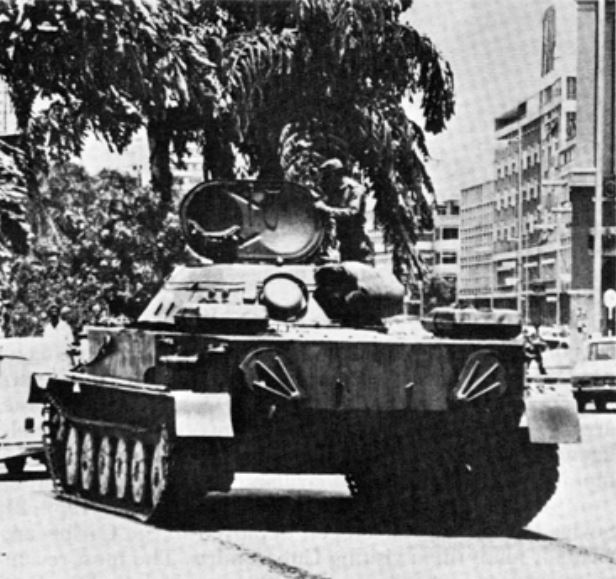
Xe tăng PT-76 của Cuba trên đường phố Luanda, Angola năm 1976.